# لارنس ویلکرسن

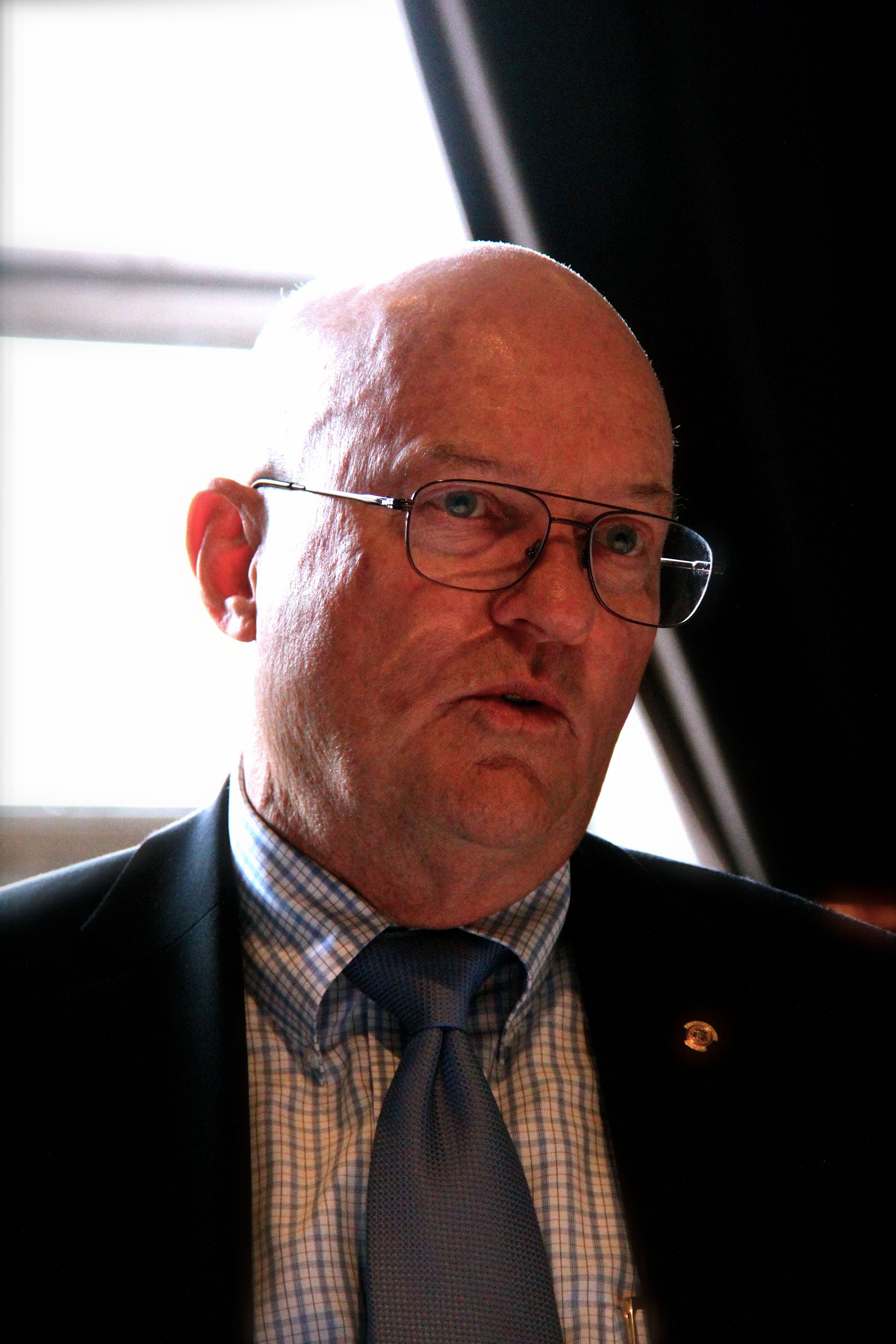
ویلکرسن در ۲۰۱۴

لارنس بی. «لری» ویلکرسن (انگلیسی: Lawrence Wilkerson؛ متولد ۱۵ ژوئن ۱۹۴۵) سرهنگ بازنشسته نیروی زمینی ایالات متحده آمریکا و رئیس سابق دفتر وزیر امور خارجه سابق آمریکا کالین پاول است. ویلکرسن از بسیاری از جنبه‌های جنگ عراق و از جمله تهیه گزارش پاول به شورای امنیت توسط خودش انتقاد کرده است.
ویلکرسن در مصاحبه‌ای با سی ان ان در مارس ۲۰۱۵ گفت «من بسیار بسیار بی پرده می‌گویم که احتمالاً ایران دمکراتیک‌ترین کشور در منطقهٔ خلیج فارس در حال حاضر است. همکاران جمهوریخواه من از آن راضی نخواهند بود، ولی این کشور دمکراتیک‌ترین کشور است. این کشور یک تئوکراسی است، شکی در آن نیست؛ ولی گرایش‌های دمکراتیکی داشته که بسیار بر گرایش‌های بحرین یا عربستان یا حتی مصر می‌چربد.»